# 李璵 (朝鮮)
李 璵（イ・ヨ、洪熙元年・世宗7年（1425年） - 正統9年・世宗26年（1444年））は、李氏朝鮮の王族。字は煥之。君号は広平大君。第4代国王世宗の第5王子。母は昭憲王后。第5代国王文宗および第7代国王世祖・安平大君・臨瀛大君の同母弟。錦城大君・平原大君・永膺大君の同母兄。桂陽君の異母兄。第6代国王端宗・第8代国王睿宗の叔父。撫安君李芳蕃の養子。

## 経歴
1432年に広平大君に封じられる。1436年に申自秀の娘と結婚し、成均館に入学。1437年に第一次王子の乱で殺害された撫安君李芳蕃の養子となり、その祭祀を継承する。なお同年、同母弟の錦城大君も李芳蕃の同母弟の李芳碩の養子となる。
1438年、東北面の女真族の来襲に備え、豆満江の下流南岸に置かれた六鎮の国防強化と風俗強化のため都に経済所を設け、宗親として主管するようになると、鍾城を任される。
1442年、当時王世子だった長兄の文宗が父王の摂政となる。1444年に死去。

## 人物
性質穏やかで聡明だったとする。四書五経や孝経・小学などに通じ、李白・欧陽脩などの文集を読み、音律、算数などに明るく、書芸にも秀でていたとする。